# Dispersion des vitesses
En astronomie, la dispersion des vitesses, notée σ, est l'amplitude des vitesses autour de la vitesse moyenne d'un groupe d'objets, tel qu'un amas d'étoiles dans une galaxie. En mesurant les vitesses radiales de plusieurs membres, la dispersion des vitesses au sein de l'amas peut être estimée et utilisée pour calculer la masse de l'amas à partir du théorème du viriel.
La vitesse radiale est trouvée en mesurant le décalage Doppler d'une ou plusieurs raies spectrales d’un objet. Plus les vitesses radiales mesurées sont nombreuses, plus leur dispersion est connue avec précision. La dispersion des vitesses centrale fait référence au σ des régions intérieures d’un objet étendu, comme une galaxie ou un amas.
La relation prend diverses formes en astronomie selon les objets observées. Ainsi, la relation M-sigma décrit la dispersion des vitesses dans le bulbe galactique, la relation de Faber-Jackson concerne les galaxies elliptiques et la loi de Tully-Fisher les galaxies spirales. Par exemple, la valeur de σ ainsi trouvée pour les objets proches du trou noir supermassif de la Voie lactée est d’environ 75 kilomètres par seconde. La Galaxie d'Andromède héberge quant à elle un trou noir super massif 10 fois plus grand que le nôtre, et dans son bulbe galactique, σ ≈ 160 km/s.
Les groupes ou amas de galaxies ont un intervalle de dispersions de vitesse encore plus large que ceux des plus petits objets. Par exemple, au sein du Groupe local (le petit groupe auquel appartient notre galaxie), σ = 61 ± 8 km/s. En revanche, la plupart des grands amas de galaxies, comme l’amas de la Chevelure de Bérénice, ont un σ d’environ 1000 km/s. Les galaxies elliptiques naines à l’intérieur de cet amas ont leur propre dispersion des vitesses, typiquement telle que σ ≲ 80 km/s.  En comparaison, les galaxies elliptiques normales possèdent un σ d’environ 200 km/s.